# Minettia tetrachaeta
Minettia tetrachaeta är en tvåvingeart som först beskrevs av Friedrich Hermann Loew 1873.  Minettia tetrachaeta ingår i släktet Minettia och familjen lövflugor. Inga underarter finns listade i Catalogue of Life.